# Australian Mammalogy
«Australian Mammalogy» (дослівно «Австралійська маммалогія») — австралійський рецензований теріологічний науковий журнал для публікації результатів досліджень у різних галузях науки про ссавців.

## Історія
З 1972 року видається Австралійським маммалогічним товариством (Australian Mammal Society Inc.)
У журналі публікуються результати наукових досліджень з проблем екології, етології, генетики і фізіології ссавців, а також освітлюються проблеми їх охорони і управління чисельністю, методика досліджень.
На початок 2010 року було опубліковано 32 томи.
Головний редактор Dr. Bill Holsworth, Australia.

## Реферування і індексування
Журнал реферується в: BIOSIS Previews, ELIXIR, Endanger (Threatened Species), GeoRef, Science Citation Index, Scopus, STREAMLINE (Natural Resources) і Zoological Record.